# Comwell
Comwell A/S er en dansk hotelkæde, der ejer og driver hotel- , spa- og konferencecentre i hele Danmark. Derudover driver de venuestederne Comwell Centralværkstedet i Aarhus, samt ODEON i Odense.
Koncernen introducerede konferencecenter-konceptet i Danmark i 1969, dengang under navnet Scanticon. I 1992 introducerede de spakonceptet i Skandinavien.
Comwell-navnet kommer af det engelske ord welcome (på dansk velkommen).

## Historie
Historien om Comwell begynder i 1969, da Scanticon, som det hed dengang, åbnede det første hotel i Skaade Bakker i Aarhus. I 1986 åbnede det næste hotel i Kolding, og derefter fulgte en lang årrække, hvor Scanticon overtog hoteldriften på steder i både Danmark og Sverige.

### Internationalt samarbejde
I 1990 starter Scanticon markeds- og salgssamarbejde med Dolce International, som har konferencevirksomheder i USA, Holland og Frankrig - og i dag er tre af Comwells hoteller en del af hotelgruppen Wyndhams Dolce Hotels & Resorts
I 1997 beslutter Scanticon, at alle Scanticon-centre fremover skal hedde Scanticon Comwell, og i 2001 fjernes Scanticon fra Comwell.
Siden 2014 har Peter Schelde været koncernchef i Comwell A/S, der i dag omfatter mange hoteller i Danmark.

## Wyndhams eksklusive Dolce Hotels & Resorts
Comwell Aarhus, Comwell Copenhagen Portside og Comwell H.C Andersen Odense er alle tre en del af hotelgruppen Wyndhams Dolce Hotels & Resorts, der har 9.200 hoteller fordelt i 90 lande. De 3 Comwell hoteller er de eneste i Danmark, der er en del af Wyndhams Dolce Hotels & Resorts.

## Priser
Comwell har vundet flere priser gennem alle årene og følgende er udvalgte eksempler:
- 2011 - Comwell Borupgaard vinder prisen som årets mødested 2011 i Danmark - en pris uddelt af MPI, verdens største forening for mødeplanlæggere.[kilde mangler]
- 2011 - Comwell Kellers Park tildeles prisen som bedste feriehotel i Danmark ved prisuddelingen Danish Travel Awards 2011. Ved samme lejlighed blev Comwell-kæden kåret til Danmarks anden bedste hotelkæde.[2]
- 2019 - Comwell Kellers Park tildeles prisen som bedste hotel i Jylland ved prisuddelingen Danish Travel Awards 2019.
- 2024 - Comwell Kellers Park vinder Danish Beauty Award for 'Årets Spa'. Comwell Borupgaard var nomineret i samme kategori.
- 2024 - Ved Danish Travel Awards tildeles Comwell Kellers Park prisen som 'Bedste hotel i Jylland' og Comwell H.C. Andersen Odense - Dolce By Wyndham vinder prisen 'Bedste hotel på Sjælland, Fyn og Øerne'.